# Єфросимівка (Великосолдатський район)
Єфросимівка (рос. Ефросимовка) — село в Великосолдатському районі Курської області Російської Федерації.
Населення становить 65 осіб. Входить до складу муніципального утворення Любимівська сільрада.

## Історія
Населений пункт розташований на території українського етнічного та культурного краю Східна Слобожанщина.
Від 2004 року входить до складу муніципального утворення Любимівська сільрада.

## Населення
| 2002 | 2010 |
| ---- | ---- |
| 122  | ↘65  |